# Adrafinil
Adrafinil (ook bekend als Olmifon) is een stimulans werkend op het centrale zenuwstelsel tegen overmatige slaperigheid, gericht op het bevorderen van waakzaamheid en alertheid. Het middel is ontwikkeld door het Amerikaanse Cephalon en wordt geproduceerd onder de merknaam Olmifon.

## Werking
Adrafinil wordt in de lever gemetaboliseerd tot Modafinil, waarna het werkzaam is.

### Bijwerkingen
Adrafinil geeft voornamelijk bijwerkingen die verband houden met het centrale zenuwstelsel als aanvallen van nervositeit en opwinding, neiging tot agressiviteit, slapeloosheid en anorexie. Bij langdurig gebruik wordt aangeraden de leverfunctie te laten testen om een baseline vast te stellen, en vervolgens na 3 maanden en om elke 6 maanden daarna.

## Wetgeving
Momenteel is de verkoop van Adrafinil niet gereguleerd in de Europese Unie en de Verenigde Staten.